# Bataille de Pontorson
Guerre de Vendée
Batailles
La bataille de Pontorson se déroule le 18 novembre 1793 lors de la virée de Galerne, pendant la guerre de Vendée. Elle s'achève par la victoire des Vendéens qui prennent le bourg de Pontorson aux républicains.

## Prélude
Après leur échec au siège de Granville, le 15 novembre 1793, les forces vendéennes se débandent et se replient en désordre sur Avranches, où elles ont laissé derrière elles les bagages, les blessés, les femmes et les enfants avec une partie des troupes en réserve sous le commandement de Fleuriot.
Le 16 novembre, l'état-major vendéen tient son conseil de guerre à Avranches. Le généralissime Henri de La Rochejaquelein adopte alors le plan de marcher sur Caen.
Le matin du 17 novembre, La Rochejaquelein se met en route pour Villedieu-les-Poêles, mais il n'est suivi que par un millier d'hommes. Il renvoie alors Stofflet à Avranches afin de remettre de l'ordre parmi les troupes. Mais les Vendéens, démoralisés par leur défaite et ravagés par la dysenterie, refusent d'obéir à leurs chefs et prennent la direction inverse en s'engageant sur la route de Pontorson, déjà parcourue à l'aller, avec l'intention de regagner la Vendée.

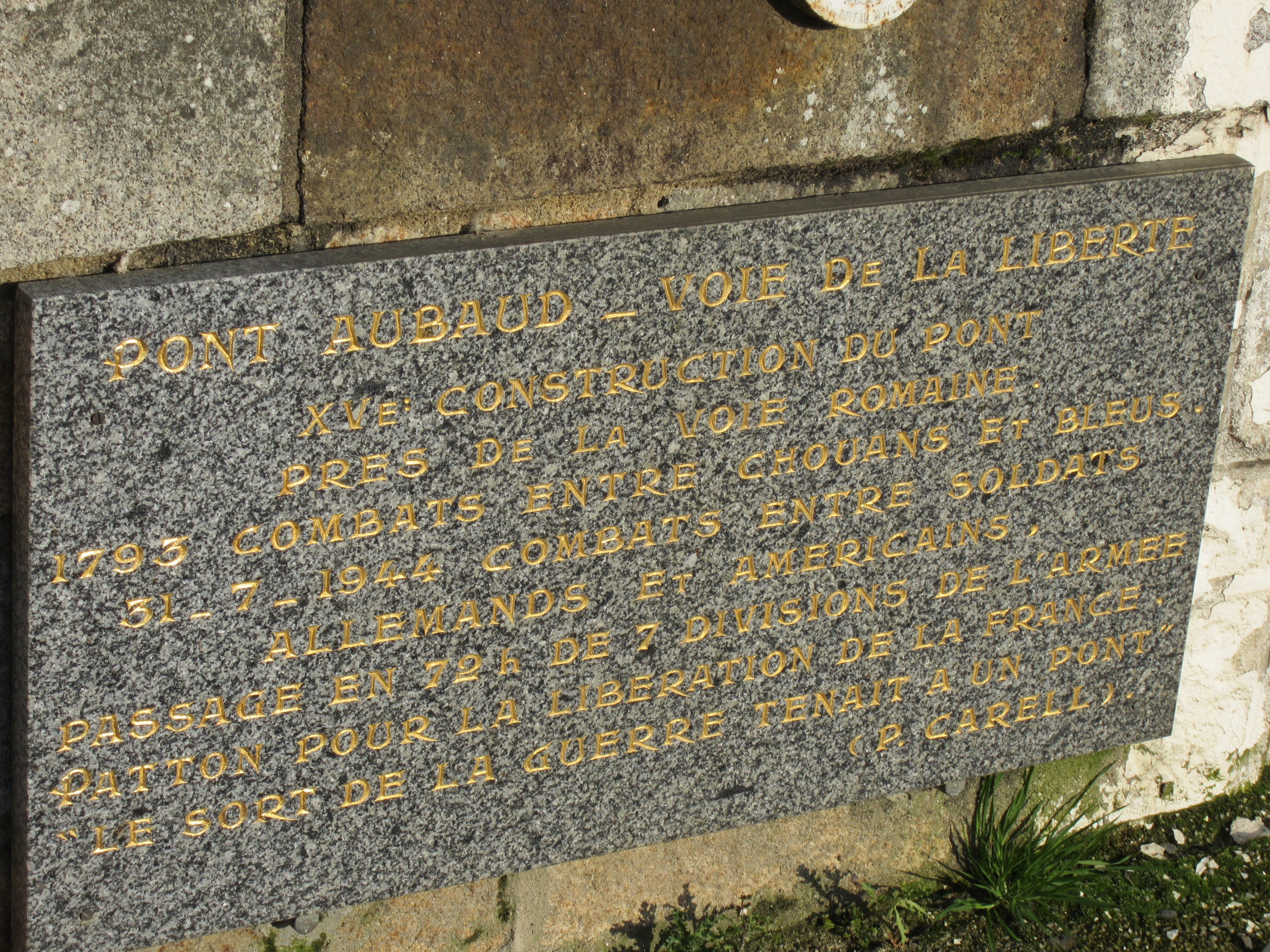
Plaque commémorative au pont de Pontaubault.

Cependant les premiers à s'engager sur le chemin du retour se heurtent au Pont-au-Bault, sur la Sélune, à deux détachements de 25 chasseurs à cheval menés par le général Boüin de Marigny et le capitaine Maillot, de la division Kléber. Plusieurs combattants, ainsi que des femmes et des enfants, sont sabrés par les cavaliers. Selon Kléber, plus de 80 « brigands » sont tués par le détachement de Maillot. L'affaire sert d'avertissement aux Vendéens, qui évitent de se disperser et restent à Avranches pour y passer la nuit.
De leurs côtés, les forces républicaines, divisées en plusieurs colonnes, se rapprochent des forces royalistes avec l'intention de les acculer contre la baie du Mont-Saint-Michel. L'armée des côtes de Brest et l'armée de l'Ouest sont alors théoriquement sous les ordres du général Jean-Antoine Rossignol, mais la planification des opérations est assurée dans les faits par le général Jean-Baptiste Kléber. Celui-ci prend position avec Rossignol et le gros des troupes à Antrain, tandis que depuis Granville une colonne de 6 000 hommes de l'Armée des côtes de Cherbourg commandée par le général Sepher fait mouvement en direction d'Avranches et qu'une autre de 4 000 hommes venue de Dinan et commandée par le général Tribout prend position à Pontorson,,.

## Forces en présence

### Armée vendéenne
L'Armée catholique et royale compte alors environ 30 000 hommes et 40 à 50 pièces d'artillerie,. Le 14 novembre, un espion du Comité de salut public chiffre le nombre des canons vendéens à précisément 47. Les effectifs de la cavalerie sont estimés de 200 à 1 500 selon les témoignages. L'armée est également accompagnée par une foule de non-combattants : blessés, vieillards, femmes et enfants, dont le nombre va de 10 000 à 120 000 selon les témoins.
Seule une partie de l'armée vendéenne prend véritablement part à la bataille. Les non-combattants et les troupes d'arrière-garde, moins combattives ou affaiblies par les maladies, restent à Avranches pendant toute la journée du 18 novembre et ne rejoignent le reste de l'armée que le lendemain,. Dans ses mémoires l'officier vendéen Louis Monnier estime que seuls 6 000 hommes d'avant-garde participent réellement au combat de Pontorson. Cette avant-garde est en bonne partie constituée de Mayennais et de Bretons des environs de Laval et de Fougères, qui forment alors un corps d'environ 6 000 à 10 000 hommes appelé la « Petite Vendée ».
L'armée est commandée par le généralissime Henri de La Rochejaquelein. Le major général Jean-Nicolas Stofflet reste à Avranches avec l'arrière-garde pendant toute la journée du 18 novembre et ne participe pas à la bataille.

### Armée républicaine
La colonne républicaine présente à Pontorson est commandée par le général Auguste Joseph Tribout,. D'après une situation de l'état des troupes dressée le 14 novembre, elle compte 4 000 hommes,. Ce nombre est également donné par le général Vergnes, chef de l'état-major républicain, dans un rapport qu'il rédige le jour même de la bataille. Le 21 novembre, le commissaire du Comité de salut public Marc-Antoine Jullien évoque 4 400 hommes dans un rapport,. Rossignol fait mention de 5 000 à 6 000 soldats le 18 novembre. Tribout affirme quant à lui après la bataille qu'il n'était à la tête que de 3 000 hommes, mais il pourrait avoir donné ce nombre dans le but de minorer ses pertes.
Appelée en renfort alors qu'elle se trouvait à Brest, cette colonne participe à sa première bataille contre les Vendéens. D'après Vergnes, elle est constituée de « bonnes troupes ». L'artillerie est quant à elle constituée de 14 canons,.

## Déroulement

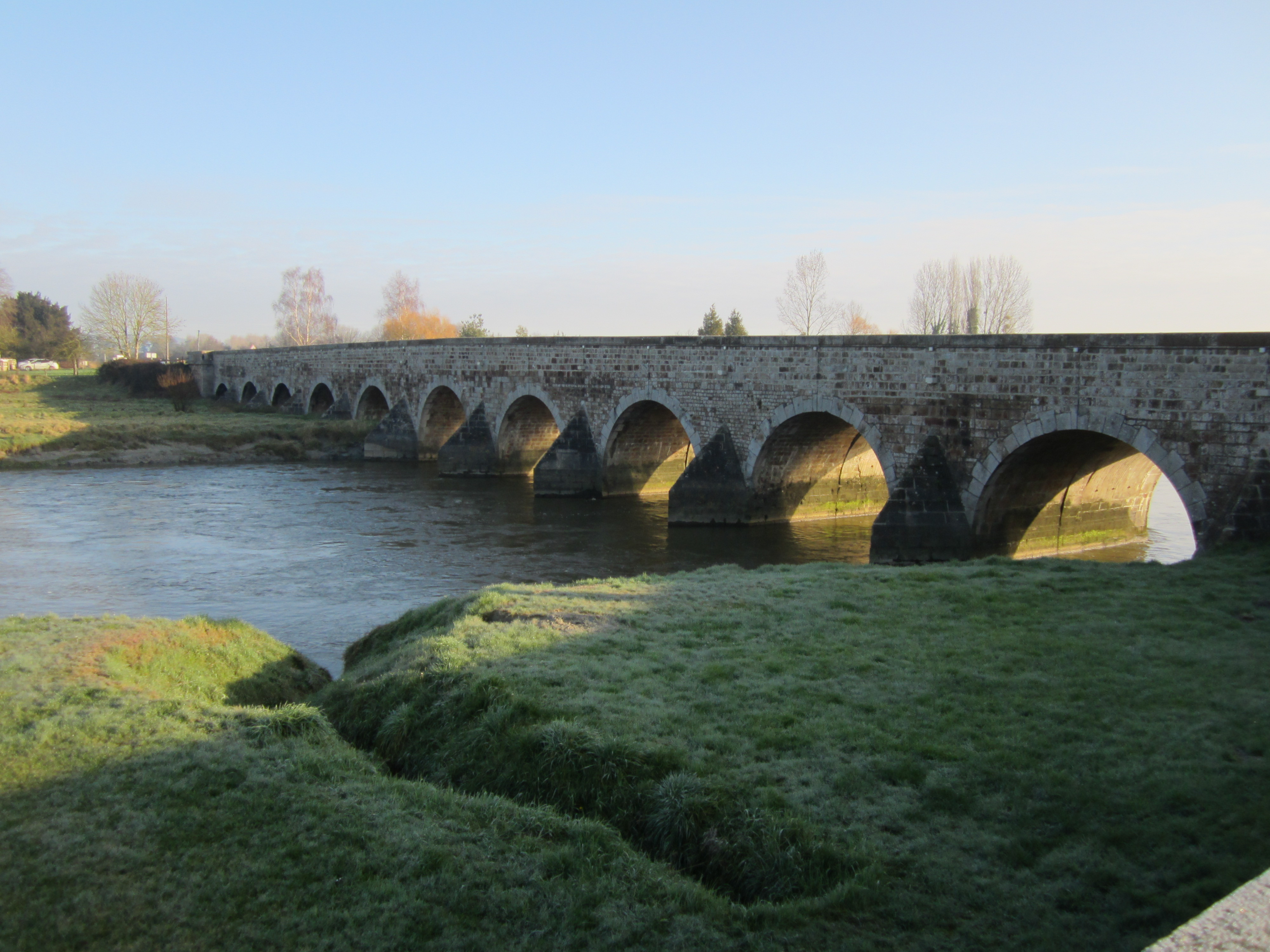
Vue du pont de Pontaubault en 2013.

Le matin du 18 novembre, les Vendéens sortent en masse d'Avranches et prennent la route de Pontorson,. Au même moment, plusieurs centaines de chasseurs à pied et à cheval lancent un assaut pour reprendre le Pont-au-Bault. L'attaque échoue et les républicains, trop peu nombreux, prennent la fuite et sont poursuivis jusqu'à Pontorson par la cavalerie royaliste menée par Henri Forestier et par une partie de l'infanterie. Cependant, à la vue de l'armée du général Tribout, les Vendéens s'arrêtent devant la ville.
La peur se répand parmi les combattants vendéens qui fléchissent et commencent à réclamer le retour leur général. La Rochejaquelein est alors à Avranches, lorsqu'il reçoit un aide de camp venu lui demander de revenir se mettre à la tête de l'armée. La Rochejaquelein se met à cheval et arrive deux heures plus tard devant Pontorson.
Les républicains se déploient à l'est de Pontorson, au niveau du village de Cogé, qui domine un marais. Certaines unités sont positionnées au nord et au sud du bourg pour protéger les ailes, jusqu'à la rivière du Couesnon, qui file à l'ouest de Pontorson. Sept canons sont placés en échelons sur la route d'Avranches au nord-est, quatre le sont sur la route de Saint-James au sud-est, deux à l'ouest, derrière le pont sur le Couesnon, et un dernier en première ligne, à la droite du front. Les Vendéens arrivent par la route d'Avranches
La bataille s'engage sous une pluie torrentielle, entre trois et quatre heures de l'après-midi,, peu de temps avant la tombée de la nuit. Les Vendéens lancent l'attaque divisés en deux branches disposées de part et d'autre de la route afin de déborder les patriotes sur leurs flancs. Les Vendéens combattent en tirailleurs, tandis que les républicains se forment en ordre serré ou en carré,.
Pendant environ quatre heures, les deux camps s'opposent dans une longue fusillade,. D'après le rapport du commissaire du Conseil exécutif, le général Tribout se montre plus pressé de se battre lui-même que de s'occuper de la direction des opérations et se porte « à sa principale batterie, fournissant de ses propres mains la mitraille à ses canonniers ; et pendant ce temps-là sa troupe était cernée, enveloppée, hachée en pièce ». À sept heures et demi du soir, les canons républicains n'ont plus de munitions. Avec la venue de la nuit noire, les Vendéens s'approchent de plus en plus près des positions patriotes, puis ils lancent l'assaut en poussant de grands cris pour épouvanter leurs adversaires. Pendant environ une heure, de sept heures et demie à huit heures et demie du soir, les combattants s'affrontent avec acharnement au corps-à-corps et à la baïonnette. Après avoir opposé une longue résistance, les républicains reculent et les combats gagnent l'intérieur du bourg de Pontorson. Tous leurs canons et leurs drapeaux sont enlevés et ils finissent par être mis en déroute.
Les Vendéens s'emparent du pont sur le Couesnon et coupent la retraite d'une partie des troupes qui se retrouvent cernées et massacrées dans la rue principale et dans les cours des maisons. Après l'apparition d'un clair de lune, une ultime contre-attaque est tentée par quelques centaines d'hommes du 77e régiment d'infanterie, qui après s'être ralliés sur les routes d'Antrain et de Saint-James, attaquent les Vendéens sur leur flanc gauche, au sud du bourg. Cependant, un assaut mené par La Rochejaquelein les repousse définitivement.
La bataille s'achève entre huit heures et demi et neuf heures du soir. Dans la soirée, le commissaire Marc-Antoine Jullien arrive de Saint-Malo à Dol-de-Bretagne, où il tente de rallier les fuyards. Jullien décide de ne pas destituer Tribout, qu'il juge « mou de caractère, sans fermeté, sans activité », mais « excellent patriote, brave soldat et républicain courageux ». Un conseil de guerre décide bientôt l'évacuation de Dol et un repli sur Dinan, à 45 kilomètres à l'ouest,. Certains fuyards rejoignent le gros de l'armée républicaine à Antrain, à douze kilomètres au sud.

## Pertes
Les pertes républicaines font l'objet d'estimations très divergentes. Le 23 novembre, le représentant en mission Louis Turreau écrit au Comité de salut public que les patriotes n'ont pas perdu 20 hommes. Le 24, les administrateurs de la Manche écrivent également au Comité : « Notre perte à Pontorson ne s'élève pas à 50 hommes ». Le général Tribout déclare dans son rapport qu'il « ne regrette que 100 soldats ». Kléber évoque pour sa part « une perte d'environ 300 hommes » d'après un « témoin oculaire ». Le bilan le plus élevé est donné par Louis Lesouchu, secrétaire de la municipalité de Boucey, qui participe à l'inhumation des cadavres. Dans une première note rédigée trois jours après la bataille, celui-ci fait mention de l'inhumation de 300 morts dans le village de Cogé. Puis, dans un procès verbal, il déclare estimer les pertes républicaines « de 1 000  à   1 200 hommes »,.
Les Vendéens ne donnent pas de bilan mais font état d'un grand nombre de morts. L'officier Louis Monnier écrit dans ses mémoires : « Nous arrivâmes à Pontorson et fûmes étonnés de voir autant de soldats républicains tués. Les rues en était [sic] jonchées, particulièrement une grande cour où ils s'étaient réfugiés. Des fenêtres des maisons qui donnaient sur cette cour, on les tuait comme des mouches ». Billard de Veaux parle d'une « complète déroute » et d'un « carnage épouvantable des Républicains », en précisant que « tout le matériel de l'ennemi, canons, fourgons, caissons, ambulances, etc., tomba au pouvoir des brigands ». Selon Bertrand Poirier de Beauvais, quatorze pièces de canon et deux obusiers sont capturés. Dans ses « Souvenirs » rédigés en 1795, Pauline Gontard des Chevalleries, alors âgée de 16 ans, écrit que « le chemin était jonché de morts ». Victoire de Donnissan de La Rochejaquelein, veuve du général Lescure, évoque « un massacre énorme. Dans cette nuit on ne voyait que morts, ma voiture passait dessus, il était nuit, nous sentions les secousses, et les roues cassaient les os de ces cadavres : ce bruit horrible ne me sortira jamais de la tête. Comme le combat était à peine fini, on n'avait pas eu le temps de ranger les cadavres ; quand je fus pour descendre de voiture, on fut obligé d'en retirer un, sans quoi je mettais le pied sur sa poitrine ; dans un seul pré, à droite, il y en avait 160 ».
Plusieurs années après la bataille, Théodore de Quatrebarbes affirme que d'après des survivants vendéens qu'il a interrogés, les républicains n'ont compté que 10 rescapés sur les 600 hommes engagés dans l'assaut du Pont-au-Bault, au matin du 18 novembre. Ce bilan semble cependant exagéré.
Les pertes vendéennes ne sont pas connues. Selon Pauline Gontard des Chevalleries : « Quelques soldats royalistes perdirent la vie dans cette affaire, mais on n'eut à regretter aucun officier ». Billard de Veaux écrit cependant : « d'environ 100 jeunes gens de connaissance, faisant ordinaire ensemble, suivant l'occasion, au début de la campagne, nous étions encore 5 au soir de cette affaire ». Plusieurs auteurs évoquent la mort de René Forest, officier de cavalerie. Grièvement blessé à Pontorson, il aurait succombé à La Flèche. Un jeune Lavallois, Louis Hosnard de La Malonnière, âgé de 19 ans, est également tué.

## Conséquences
Kléber attribue la responsabilité de la défaite à Tribout, qui selon lui aurait dû abandonner le bourg de Pontorson aux Vendéens pour établir ses défenses derrière le pont sur le Couesnon : « Il est certain que si, au lieu de se porter, contre toutes les règles de la guerre en avant du pont de l'étang, il se fût contenté de défendre le défilé, il aurait arrêté l'ennemi »,. Le 21 novembre, le commissaire Marc-Antoine Jullien critique quant à lui l'inaction de l'armée de Rennes, commandée par Rossignol et Kléber,.
En 2010, le lieutenant-colonel Paul Liguine attribue la responsabilité de la déroute à Kléber, qui selon lui a fait preuve d'un excès de prudence et n'a pas envoyé de renforts à Pontorson alors qu'à seulement 12 kilomètres de là il avait plus de 20 000 hommes avec lui à Antrain,. Le commissaire Benaben indique que le bruit de la canonnade était audible depuis Antrain et qu'« aussitôt qu'on eût vent à Pontorson de la marche des ennemis, on dépêcha plusieurs ordonnances au quartier-général qui était à Antrain, mais on n'y eut aucun égard ». Tribout, quant à lui, respectait son ordre de marche et avait pris position à Pontorson conformément aux ordres qui lui avaient été donnés.
Les Vendéens restent à Pontorson toute la journée du 19 novembre où ils sont rejoints par les troupes restées en arrière à Avranches. Le matin du 20, ils se mettent en route en direction de Dol-de-Bretagne. Le même jour, le général républicain Westermann reprend Pontorson et y massacre les blessés vendéens restés dans la ville avant de se lancer à la poursuite des traînards sur la route de Dol. Avranches est occupée le 21 novembre par les troupes de Sepher, mais épuisées par une longue marche elles ne poursuivent pas plus en avant. Sur ordre de la municipalité, 55 à 60 blessés et malades vendéens trouvés à l'hôpital sont mis à mort, tandis que le représentant en mission Laplanche fait fusiller 800 traînards. Le 27 novembre, la colonne de Sepher occupe Pontorson.